# Campeonato Sul-Americano de Atletismo de 1945
O Campeonato Sul-Americano de Atletismo de 1945 foi organizado pela CONSUDATLE entre os dias 15 a 22 de abril na cidade de Montevidéu, no Uruguai. Foram disputadas 33 provas, sendo 24 masculino e 9 feminino. Teve como destaque a Argentina com 31 medalhas, sendo 13 de ouro. 

## Medalhistas

### Masculino
| Evento                    | Ouro                          | Ouro    | Prata                         | Prata   | Bronze                      | Bronze  |
| ------------------------- | ----------------------------- | ------- | ----------------------------- | ------- | --------------------------- | ------- |
| 100 metros                | José de Assis · Brasil        | 10.5    | Walter Pérez · Uruguai        | 10.7    | Adelio Márquez · Argentina  | 10.7    |
| 200 metros                | José de Assis · Brasil        | 21.3    | Adelio Márquez · Argentina    | 21.4    | Rodolfo Carrera · Argentina | 22.4    |
| 400 metros                | Jorge Ehlers · Chile          | 49.0    | Agenor da Silva · Brasil      | 49.2    | Rosalvo Ramos · Brasil      | 49.4    |
| 800 metros                | Agenor da Silva · Brasil      | 1:55.3  | Nilo Riveros · Argentina      | 1:55.8  | Alfonso Rozas · Chile       | 1:56.5  |
| 1 500 metros              | Roberto Yokota · Chile        | 4:05.2  | Alfonso Rozas · Chile         | 4:05.9  | Guillermo García · Chile    | 4:07.0  |
| 3 000 metros              | Raúl Ibarra · Argentina       | 8:39.4  | Raúl Inostroza · Chile        | 8:41.8  | Delfo Cabrera · Argentina   | 8:48.8  |
| 3 000 metros por equipe   | Argentina                     | 11      | Brasil                        | 15      | Chile                       | 24      |
| 5 000 metros              | Raúl Ibarra · Argentina       | 15:00.4 | Raúl Inostroza · Chile        | 15:04.6 | Reinaldo Gorno · Argentina  | 15:24.2 |
| 10 000 metros             | Raúl Ibarra · Argentina       | 31:52.6 | Reinaldo Gorno · Argentina    | 32:38.2 | Oscar Ibarra · Argentina    | 32:48.6 |
| Marcha atlética 20 milhas | Corsino Fernández · Argentina | 1:46:20 | Julio Montecinos · Chile      | 1:50:48 | José Berger · Brasil        | 1:54:12 |
| 110 metros barreiras      | Julio Ramírez · Uruguai       | 14.7    | Julio Jaime · Uruguai         | 14.9    | Hélio Pereira · Brasil      | 15.0    |
| 400 metros barreiras      | José López · Argentina        | 55.3    | Sylvio Padilha · Brasil       | 55.3    | Hércules Azcune · Uruguai   | 56.3    |
| 4×100 metros estafetas    | Brasil                        | 41.9    | Argentina                     | 42.0    | Uruguai                     | 43.3    |
| 4×400 metros estafetas    | Brasil                        | 3:16.5  | Argentina                     | 3:20.0  | Uruguai                     | 3:28.7  |
| Salto em altura           | Hércules Azcune · Uruguai     | 1.90    | Celso Dória · Brasil          | 1.85    | Pedro Listur · Uruguai      | 1.85    |
| Salto à vara              | Icaro Mello · Brasil          | 3.90    | Raimundo Rodrigues · Brasil   | 3.90    | Federico Horn · Chile       | 3.80    |
| Salto em comprimento      | José de Assis · Brasil        | 7.09    | Alfredo Meynet · Chile        | 6.89    | Alberto Eggeling · Chile    | 6.78    |
| Salto triplo              | Geraldo de Oliveira · Brasil  | 14.43   | Celestino Sarraua · Argentina | 14.17   | Néstor Tenorio · Argentina  | 14.16   |
| Arremesso de peso         | Emilio Malchiodi · Argentina  | 14.69   | Ricardo Nitz · Brasil         | 14.39   | Julián Llorente · Argentina | 14.21   |
| Lançamento de disco       | Emilio Malchiodi · Argentina  | 44.27   | Celso Dória · Brasil          | 43.85   | Bento Barros · Brasil       | 42.77   |
| Lançamento do martelo     | Juan Fusé · Argentina         | 48.33   | Dário Tavares · Brasil        | 48.18   | Bento Barros · Brasil       | 47.12   |
| Lançamento do dardo       | Raúl Cóccaro · Uruguai        | 57.08   | Efraín Santibáñez · Chile     | 56.05   | Rodolfo Correa · Chile      | 55.26   |
| Decatlo                   | Mario Recordón · Chile        | 6338    | Celso Dória · Brasil          | 6217    | Raimundo Rodrigues · Brasil | 6060    |
| Corta-Mato                | Reinaldo Gorno · Argentina    | 44:12.4 | Joaquim da Silva · Brasil     | 44:14.6 | Raúl Ibarra · Argentina     | 44:29.4 |

### Feminino
| Evento                  | Ouro                        | Ouro    | Prata                        | Prata | Bronze                       | Bronze |
| ----------------------- | --------------------------- | ------- | ---------------------------- | ----- | ---------------------------- | ------ |
| 100 metros              | Beatriz Kretschmer · Chile  | 12.4 =  | Noemí Simonetto · Argentina  | 12.5  | Oldemia Bargiela · Argentina | 12.8   |
| 200 metros              | Elizabeth Müller · Brasil   | 26.4    | Oldemia Bargiela · Argentina | 27.1  | Beatriz Kretschmer · Chile   | 27.1   |
| 80 metros com barreiras | Noemí Simonetto · Argentina | 11.7 CR | Stella Ardinghi · Brasil     | 12.0  | Erica Renner · Brasil        |        |
| 4×100 metros estafetas  | Argentina                   | 50.2    | Chile                        | 51.1  | Brasil                       | 51.2   |
| Salto em altura         | Ilse Barends · Chile        | 1.58    | Noemí Simonetto · Argentina  | 1.50  | Elizabeth Müller · Brasil    | 1.50   |
| Salto em comprimento    | Noemí Simonetto · Argentina | 5.44    | Elizabeth Müller · Brasil    | 5.32  | Lucy Lake · Chile            | 5.03   |
| Arremesso de peso       | Elizabeth Müller · Brasil   | 11.79   | Edith Klempau · Chile        | 11.75 | Lore Zippelius · Chile       | 11.41  |
| Lançamento de disco     | Ivete Mariz · Brasil        | 37.40   | Lore Zippelius · Chile       | 37.28 | Christel Balde · Chile       | 36.98  |
| Lançamento do dardo     | Ursula Holle · Chile        | 38.24   | Gerda Martín · Chile         | 36.25 | Edith Klempau · Chile        | 34.42  |

## Quadro de medalhas
| Ordem | País      | Medalha de ouro | Medalha de prata | Medalha de bronze | Total |
| ----- | --------- | --------------- | ---------------- | ----------------- | ----- |
| 1     | Argentina | 13              | 9                | 9                 | 31    |
| 2     | Brasil    | 11              | 12               | 9                 | 32    |
| 3     | Chile     | 6               | 10               | 11                | 27    |
| 4     | Uruguai   | 3               | 2                | 4                 | 9     |

Legenda
| Recorde mundial       | Recorde mundial (World record)               |                       | Recorde africano                      | Recorde africano (African) |                                           | Q | Classificado por posição (Qualified) |
| Recorde do campeonato | Recorde do campeonato (Championship record)  | Recorde da América    | Recorde da América (Americas)         | q                          | Classificado por melhor tempo (Qualified) |   |                                      |
| Melhor marca do ano   | Melhor marca do ano (World leading)          | Recorde asiático      | Recorde asiático (Asian)              | DNS                        | Não largou (Did not start)                |   |                                      |
| Recorde nacional      | Recorde nacional (National record)           | Recorde europeu       | Recorde europeu (European)            | DNF                        | Não terminou (Did not finish)             |   |                                      |
| Recorde pessoal       | Recorde pessoal do atleta (Personal best)    | Recorde da Oceania    | Recorde da Oceania (Oceania)          | DSQ / DQ                   | Desclassificado (Disqualified)            |   |                                      |
| Recorde da temporada  | Recorde da temporada do atleta (Season best) | Recorde sul-americano | Recorde sul-americano (South America) | NM                         | Sem marca (No mark)                       |   |                                      |